# Mjövattnet (Bodums socken, Ångermanland, 708608-152017)
Mjövattnet är en sjö i Strömsunds kommun i Ångermanland och ingår i Ångermanälvens huvudavrinningsområde. Sjön har en area på 0,209 kvadratkilometer och ligger 211,9 meter över havet. Sjön avvattnas av vattendraget Nagasjöån.

## Delavrinningsområde
Mjövattnet ingår i det delavrinningsområde (708724-151969) som SMHI kallar för Utloppet av Mjövattnet. Medelhöjden är 266 meter över havet och ytan är 3,26 kvadratkilometer. Räknas de 17 avrinningsområdena uppströms in blir den ackumulerade arean 187,98 kvadratkilometer. Nagasjöån som avvattnar avrinningsområdet har biflödesordning 3, vilket innebär att vattnet flödar genom totalt 3 vattendrag innan det når havet efter 159 kilometer. Avrinningsområdet består mestadels av skog (74 procent) och sankmarker (13 procent). Avrinningsområdet har 0,18 kvadratkilometer vattenytor vilket ger det en sjöprocent på 5,5 procent.